# Diocesi di Derry

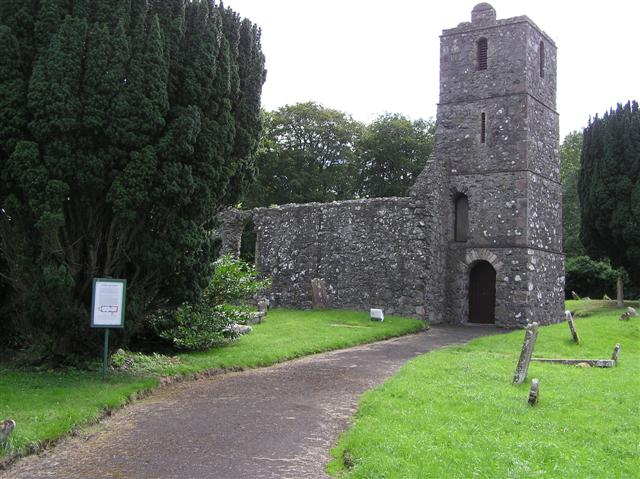
Resti della chiesa di Maghera (Rath-Luraig), che fu per un certo periodo cattedrale della diocesi di Derry.

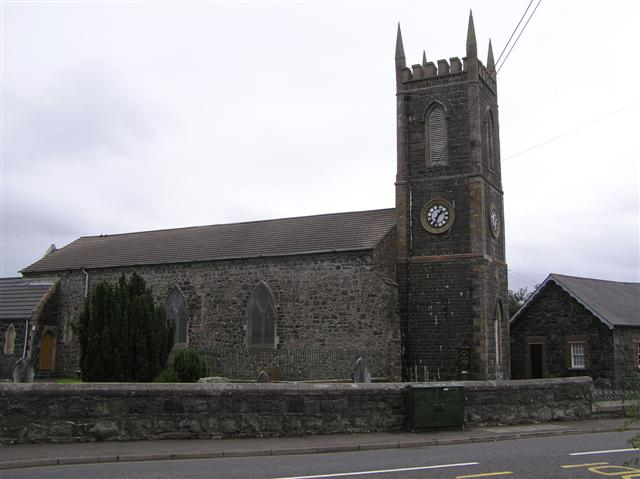
La St Mary's Church, della Chiesa d'Irlanda, costruita sui resti dell'antica abbazia cistercense di Macosquin (contea di Derry), fondata nel 1218.

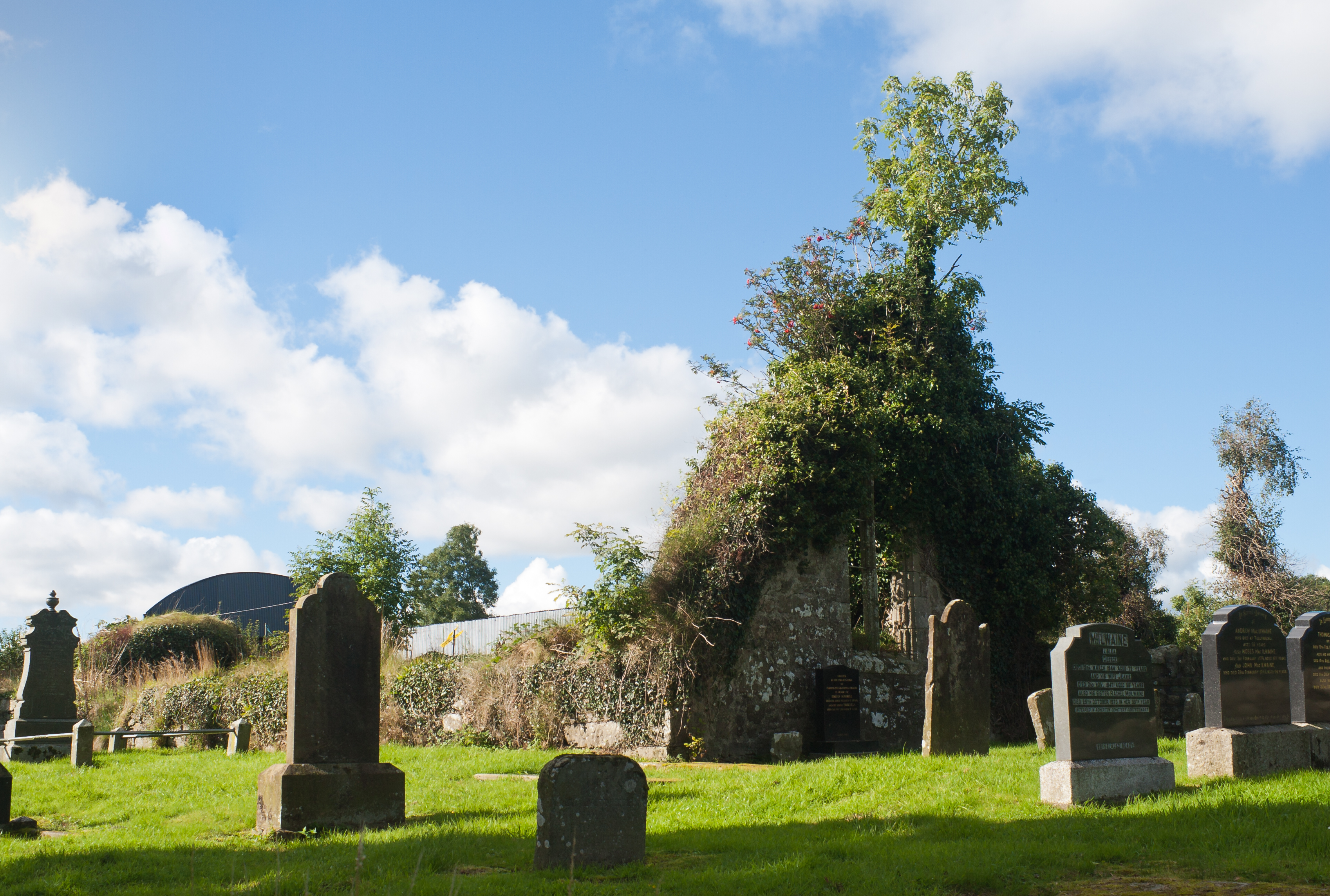
Resti del monastero dei Terziari Francescani di Corickmore, contea di Tyrone, distrutto agli inizi del XVII secolo.

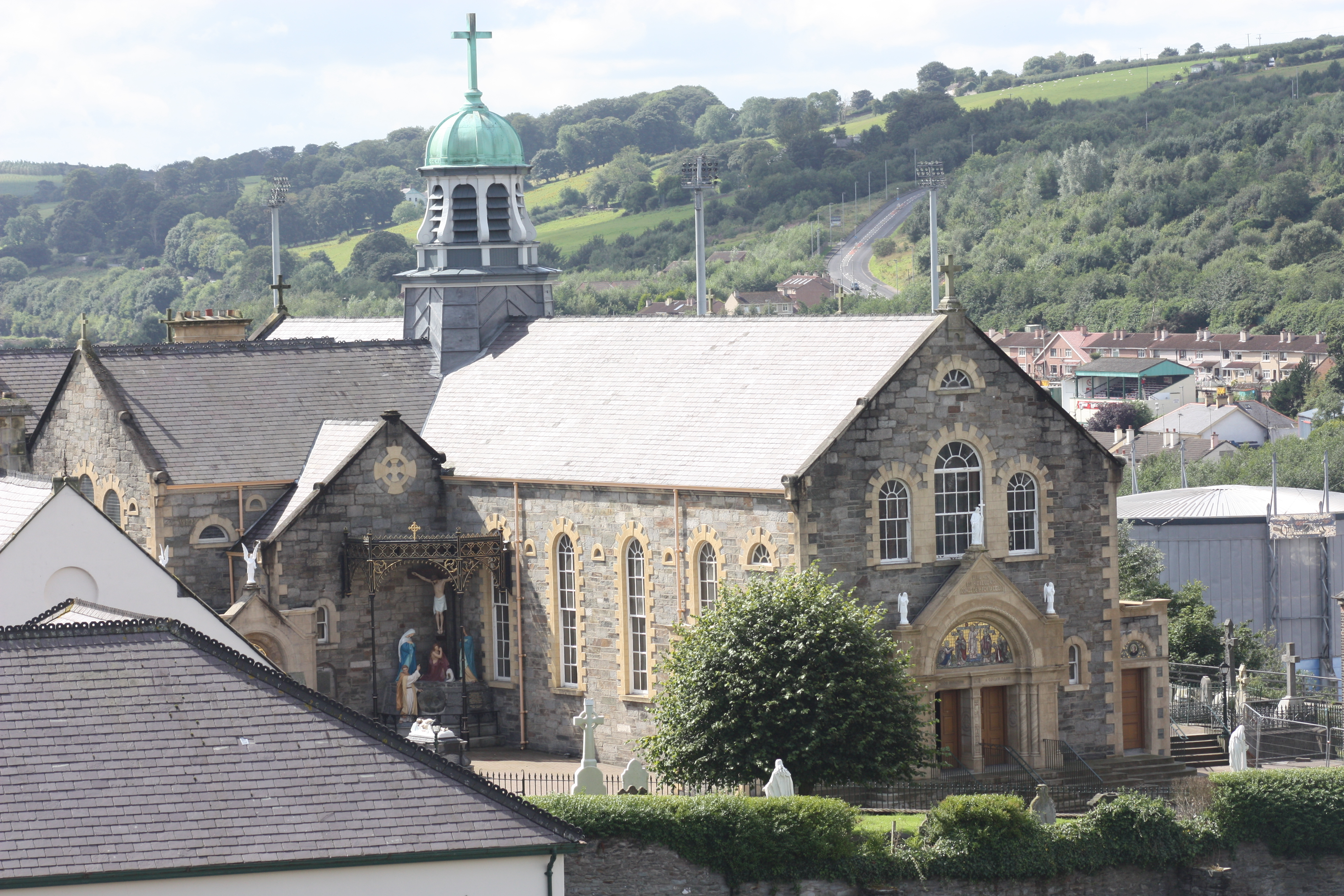
La Long Tower Church, prima chiesa cattolica di Derry dopo l'introduzione dell'anglicanesimo in Irlanda, dedicate a san Columba di Iona, edificata a partire dalla fine del Settecento; fu costruita a poche centinaia di metri dall'antica cattedrale cattolica di Derry, la Teampall Mór.

La diocesi di Derry (in latino Dioecesis Derriena o Derriensis) è una sede della Chiesa cattolica in Irlanda suffraganea dell'arcidiocesi di Armagh. Nel 2023 contava 261.747 battezzati su 328.545 abitanti. È retta dal vescovo Donal McKeown.

## Territorio
La diocesi si estende in parte nell'Irlanda del Nord e in parte nella Repubblica d'Irlanda; e comprende porzioni delle contee irlandesi di Derry, Tyrone e Donegal (l'Inishowen), nonché una parte minore della contea di Antrim.
Sede vescovile è la città di Derry, dove si trova la cattedrale di Sant'Eugenio (St Eugene's Cathedral).
Il territorio si estende su 2.500 km² ed è suddiviso in 51 parrocchie, raggruppate in 4 decanati: città di Derry, contea di Derry, contea di Tyrone e Inishowen.

## Storia
La diocesi trae origine dalla fondazione di un monastero a Derry ad opera di san Columba, avvenuta tra il 546 e il 562. Fu uno dei monasteri più importanti d'Irlanda, che dette personalità di primo piano alla Chiesa irlandese e fu considerato a lungo come la casa-madre dei monasteri di san Columba sull'isola. Secondo il sistema ecclesiastico sviluppatosi in Irlanda, alcuni degli abati del monastero potrebbero essere stati anche vescovi, senza comunque una diocesi territoriale determinata. Tra questi si ricorda in particolare l'abate Flathbert O'Brolcan († 1175), che sembra abbia ottenuto diritti e privilegi tipicamente episcopali, benché in proposito gli Annali dell'Ulster non siano chiari. In precedenza sono noti altri abati-vescovi, Caoinchomhraic († 929) e Maoilfinnean († 950).
La diocesi di Derry prende corpo nella seconda metà del XII secolo, ma sul suo territorio attuale esistevano forse in precedenza altre diocesi. Di certo è documentata la diocesi di Ardstraw, fondata nel VI secolo da sant'Eugenio (in gaelico: Éogan) e confermata dal sinodo di Rathbreasail del 1111; in seguito questa diocesi fu assorbita, in epoca imprecisata, da quella di Derry. Storici irlandesi poi parlano dell'esistenza di sedi episcopali a Donagh nell'Inishowen, a Clonleigh (contea di Donegal), e a Coleraine (contea di Derry), ma non è chiaro se fossero sedi episcopali o sedi monastiche con la presenza di qualche abate-vescovo.
In genere si fa iniziare la serie episcopale di Derry con Muiredhach Ó Cofaigh, che nel 1152 era vescovo di Cenél nEógain, il cui territorio corrispondeva all'incirca a quello dell'odierna diocesi; secondo gli Annali dell'Ulster fu lui a porre la sede episcopale a Derry; gli stessi Annali lo chiamano vescovo di Derry e Raphoe, forse perché aveva giurisdizione anche sull'Inishowen, considerata a volte come parte della diocesi di Raphoe. A lui succedette il figlio Amhlaí Ó Cofaigh, che senza l'autorizzazione papale trasferì la sede episcopale a Rathlury, nei pressi di Maghera; gli Annali dell'Ulster lo chiamano vescovo di Ardstraw e Cenéal Fearadhaigh. Succedettero tre vescovi della famiglia O'Cervallen; uno di questi, Gervase O'Cervallen, chiese nel 1247 di poter riportare la sede episcopale da Rathlury a Derry, cosa che fu concessa dal papa nel 1254. La chiesa dell'antica abbazia di Derry, chiamata Teampall Mór e costruita ai tempi dell'abate-vescovo Flathbert O'Brolcan, divenne la cattedrale della diocesi.
I confini della diocesi furono stabiliti con precisione verso la fine del XIII secolo e all'inizio del XIV secolo è documentata la divisione in tre decanati. Da una ispezione condotta alla fine del secolo si evince che la diocesi era ben organizzata, ma che si rilevavano alcuni abusi, tra cui la violazione dell'indissolubilità del matrimonio tra i laici dell'alta nobiltà, l'alienazione di beni ecclesiastici, il concubinaggio nel clero. I registri degli arcivescovi di Armagh segnalano altri abusi nella prima metà del XV secolo: il vescovo Donald O'Meirach è accusato di reati sessuali, mentre John Ogugun di omicidio e di altri crimini.
In seguito alla Riforma protestante, la diocesi visse un lungo periodo di crisi, che ebbe inizio con il martirio del vescovo Raymond O'Gallagher il 14 marzo 1601 e si protrasse fino al 1720. L'antica cattedrale cattolica di Derry fu distrutta durante la ribellione di Tyrone. In tutto questo periodo, salvo una breve interruzione di tre anni, la diocesi fu sede vacante e fu spesso governata da vicari apostolici. In occasione della persecuzione contro il cattolicesimo, messo fuorilegge dai governanti inglesi, tutte le case religiose furono chiuse ed i beni ecclesiastici sequestrati; scomparvero così gli antichi monasteri agostiniani di Derry e di Dungiven, quelli domenicani di Derry e di Coleraine, quella dei cistercensi di Macosquin, e tutte quelle dei terziari francescani. Secondo un rapporto stilato nel 1631, in diocesi erano rimasti ancora 25 preti cattolici, che celebravano di nascosto l'eucaristia in 8 mass houses; alcuni di questi preti erano religiosi domenicani e francescani, che vivevano di nascosto conducendo spesso una vita solitaria nei boschi o sulle montagne.
Solo verso la fine del Settecento, il vescovo Philip MacDavitt poté per la prima volta rimettere piede a Derry, dove iniziò la costruzione della chiesa di san Columba, chiamata Long Tower, la prima chiesa cattolica della città dopo la messa fuorilegge del cattolicesimo. Con la Legge di Emancipazione (Act of Emancipation) del 1829, il cattolicesimo irlandese poté riprendere vigore. Furono ricostruite le chiese, istituite nuovamente le parrocchie, organizzate le associazioni cattoliche, e ritornarono anche le comunità religiose, ognuna con le proprie case e la propria organizzazione; nel 1873 fu ultimata la costruzione della nuova cattedrale, dedicata a Sant'Eugenio, patrono della diocesi assieme a San Columba; contestualmente venne anche istituito il seminario diocesano.

## Cronotassi dei vescovi
Si omettono i periodi di sede vacante non superiori ai 2 anni o non storicamente accertati.
- Muiredhach Ó Cofaigh (Maurice O'Coffy), O.S.A. † (prima del 1152 - 10 febbraio 1173 deceduto)
- Amhlaí Ó Cofaigh (Amlaff O'Coffy) † (circa 1173 - 1185 deceduto)
- Fógartach Ó Cearbhalláin I (Florence O'Cervallen I) † (1185 - 1230 deceduto)
- Gervase (o Germanus) O'Cervallen † (1230 - 1279 deceduto)
- Florence O'Cervallen II † (1279 - luglio 1293 deceduto)
- Henry O'Reghly, O.Cist. † (1295 - 1297 deceduto)
- Geoffrey MacLoughlin † (1297 - 1315 deceduto)
- Hugh O'Neill † (1316 - giugno 1319 deceduto)
- Micheal (o Maurice) MacLoughlin, O.F.M. † (1319 - circa 1349 deceduto)
- Simon, O.P. † (18 dicembre 1349 - dopo il 1380 deceduto)
- John ? † (? - prima del 1391 deceduto)
- John Dongan, O.S.B. † (4 luglio 1391 - 16 settembre 1394 nominato vescovo di Down)
- John O'Machan † (16 settembre 1394 - ?)
- Hugh † (15 marzo 1398 - ?)
- John, O.Cist. † (27 agosto 1401 - ? deceduto)
- Donald Machuil † (20 febbraio 1415 - ? deceduto)
- Donald O'Meirach † (16 ottobre 1419 - 9 dicembre 1429 nominato vescovo di Connor)
- Eugene O'Dhombuail † (9 dicembre 1429 - ? deceduto)
- John Ogugun † (18 settembre 1433 - 1456 deceduto)
  - John Bole † (1457 - 2 maggio 1457 nominato arcivescovo di Armagh) (vescovo eletto)
- Bartholomew O'Flanagan, O.Cist. † (27 maggio 1457 - 1463 dimesso)
- John † (circa 1464 - 1466 deceduto)
- Nicholas Weston † (21 febbraio 1466 - dicembre 1484 deceduto)
- Donald O'Fallon, O.F.M.Obs. † (16 maggio 1485 - 5 luglio 1501 deceduto)
- James MacMahon † (26 novembre 1503 - 5 luglio 1517 deceduto)
  - Sede vacante (1517-1520)
- Rory O'Donnell † (11 gennaio 1520 - 8 ottobre 1551 deceduto)
  - Sede vacante (1551-1554)
- Eugene O'Doherty † (25 giugno 1554 - circa 1569 deceduto)
- Raymond O'Gallagher † (22 giugno 1569 - 14 marzo 1601 deceduto)
  - Sede vacante (1601-1694)
- Lawrence Fergus Lea † (8 febbraio 1694 - 19 gennaio 1697 deceduto)
  - Sede vacante (1697-1720)
- Terence O'Donnelly † (5 gennaio 1720 - 1726 deceduto)
- Nelian Conway † (7 aprile 1727 - 6 gennaio 1738 deceduto)
- Michael O'Reilly † (24 aprile 1739 - 23 gennaio 1749 nominato arcivescovo di Armagh)
  - John Brallaghan † (7 maggio 1749 - 10 giugno 1750 dimesso) (vescovo eletto)
- Patrick Bradley, O.P. † (29 gennaio 1751 - 20 dicembre 1751 dimesso)
- John MacColgan † (4 maggio 1752 - 21 dicembre 1765 deceduto)
- Philip MacDavitt † (14 gennaio 1766 - 24 novembre 1797 deceduto)
- Charles O'Donnell † (24 novembre 1797 succeduto - 18 luglio 1823 deceduto)
- Peter McLaughlin † (11 maggio 1824 - 18 agosto 1840 deceduto)
- John McLaughlin † (18 agosto 1840 succeduto - 13 giugno 1864 dimesso)
- Francis Kelly † (13 giugno 1864 succeduto - 1º settembre 1889 deceduto)
- John Keys O'Doherty † (28 dicembre 1889 - 25 febbraio 1907 deceduto)
- Charles McHugh † (1º luglio 1907 - 12 febbraio 1926 deceduto)
- Bernard O'Kane † (21 giugno 1926 - 5 gennaio 1939 deceduto)
- Neil Farren † (5 agosto 1939 - 13 aprile 1973 ritirato)
- Edward Kevin Daly † (31 gennaio 1974 - 26 ottobre 1993 dimesso)
- Séamus Hegarty † (1º ottobre 1994 - 23 novembre 2011 dimesso)
  - Sede vacante (2011-2014)
- Donal McKeown, dal 25 febbraio 2014

## Statistiche
La diocesi nel 2023 su una popolazione di 328.545 persone contava 261.747 battezzati, corrispondenti al 79,7% del totale.
| anno | popolazione | popolazione | popolazione | presbiteri | presbiteri | presbiteri | presbiteri                | diaconi | religiosi | religiosi | parrocchie |
| anno | battezzati  | totale      | %           | numero     | secolari   | regolari   | battezzati per presbitero | diaconi | uomini    | donne     | parrocchie |
| ---- | ----------- | ----------- | ----------- | ---------- | ---------- | ---------- | ------------------------- | ------- | --------- | --------- | ---------- |
| 1950 | 126.500     | 217.000     | 58,3        | 144        | 144        |            | 878                       |         | 14        | 243       | 39         |
| 1970 | 142.159     | 223.795     | 63,5        | 149        | 149        |            | 954                       |         | 17        | 230       | 39         |
| 1980 | 171.450     | 239.636     | 71,5        | 148        | 148        |            | 1.158                     |         | 13        | 213       | 51         |
| 1990 | 196.122     | 285.524     | 68,7        | 152        | 147        | 5          | 1.290                     |         | 9         | 181       | 52         |
| 1999 | 228.525     | 304.700     | 75,0        | 149        | 144        | 5          | 1.533                     |         | 9         | 157       | 53         |
| 2000 | 227.637     | 291.589     | 78,1        | 143        | 137        | 6          | 1.591                     |         | 10        | 147       | 53         |
| 2001 | 236.732     | 306.000     | 77,4        | 139        | 133        | 6          | 1.703                     |         | 10        | 123       | 53         |
| 2002 | 228.288     | 300.629     | 75,9        | 133        | 128        | 5          | 1.716                     |         | 9         | 120       | 53         |
| 2003 | 227.904     | 304.102     | 74,9        | 131        | 126        | 5          | 1.739                     |         | 8         | 109       | 53         |
| 2004 | 232.136     | 302.653     | 76,7        | 131        | 126        | 5          | 1.772                     |         | 9         | 114       | 53         |
| 2006 | 236.548     | 322.219     | 73,4        | 127        | 122        | 5          | 1.862                     |         | 9         | 109       | 53         |
| 2013 | 243.229     | 316.916     | 76,7        | 111        | 103        | 8          | 2.191                     |         | 14        | 85        | 50         |
| 2016 | 248.607     | 321.911     | 77,2        | 109        | 102        | 7          | 2.280                     |         | 12        | 73        | 51         |
| 2019 | 252.347     | 336.741     | 74,9        | 104        | 97         | 7          | 2.426                     |         | 8         | 67        | 51         |
| 2021 | 259.689     | 328.854     | 79,0        | 106        | 99         | 7          | 2.449                     |         | 8         | 64        | 51         |
| 2023 | 261.747     | 328.545     | 79,7        | 100        | 93         | 7          | 2.617                     |         | 9         | 61        | 51         |